# DM Лиры
DM Лиры (лат. DM Lyrae) — карликовая новая, которая находится в созвездии Лиры. Вспышки были зарегистрированы в 1928-м и 1996-м годах.

## Характеристики
DM Лиры — двойная система, состоящая из главной звезды неизвестного типа и белого карлика. Повторяющиеся вспышки новых, вероятно, обусловлены перетеканием звёздного вещества с главной звезды на белый карлик. В зимние месяцы за системой трудно вести наблюдения в северном полушарии, и практически невозможно весь год в южном. Поэтому вполне возможно, что несколько вспышек было пропущено.